# Seznam obcí v Česku, X
Toto je seznam obcí v Česku začínajících na písmeno X. 
Tento seznam je generován z údajů na Wikidatech a je pravidelně aktualizován botem.
 Úpravy provedené v seznamu budou při příští aktualizaci odstraněny!
| # | Článek  | Počet obyvatel | Rozloha (km2) | Okres         |
| - | ------- | -------------- | ------------- | ------------- |
| 1 | Xaverov | 57             | 2,17          | okres Benešov |